# Seiichi Negishi
Seiichi Negishi (根岸 誠一 Negishi Seiichi?, nacido el 20 de abril de 1969 en Tochigi) es un exfutbolista japonés. Jugaba de defensa y su último club fue el Kashima Antlers de Japón.
Negishi fue elegido para integrar la selección de fútbol sala de Japón para los Copa Mundial de fútbol sala de la FIFA 1989.

## Trayectoria

### Clubes
| Club            | País  | Año         |
| --------------- | ----- | ----------- |
| Honda FC        | Japón | 1988 - 1991 |
| Kashima Antlers | Japón | 1991 - 1992 |

### Selección nacional
| Selección                         | País  | Año  |
| --------------------------------- | ----- | ---- |
| Selección de fútbol sala de Japón | Japón | 1989 |